# Feedreader

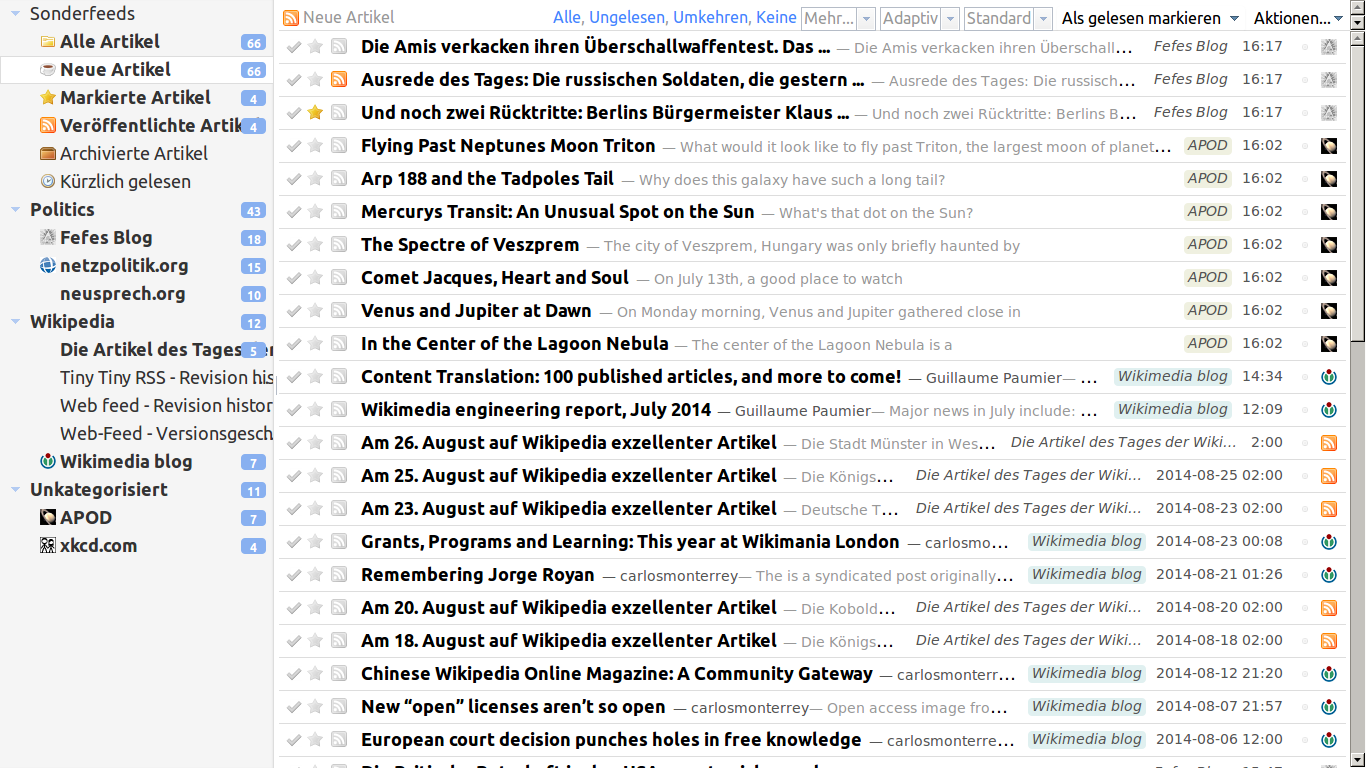
Benutzeroberfläche des Feedreaders Tiny Tiny RSS

Ein Feedreader (englisch für „Feed-Leser“) oder Aggregator („Sammler“) ist ein Computerprogramm zum Lesen von Web-Feeds, die meist in den Formaten RSS oder Atom angeboten werden.
Web-Feeds werden überwiegend von den Betreibern von Nachrichtenseiten, Blogs und Foren angeboten, um über neue Artikel und Beiträge auf dieser Website zu informieren. So kann der Besucher, auch ohne die Website explizit aufzusuchen, erkennen, ob für ihn interessante Beiträge vorliegen. Auch Podcasts sind technisch gesehen Web-Feeds. Feedreader, die auf Podcasts spezialisiert sind, nennt man auch „Podcatcher“ oder „Podcast-Client“.
Die verbreitetsten Feed-Formate sind RSS und Atom. Die in diesen Formaten bereitgestellten Daten werden durch Feedreader-Software typischerweise in gewissen Zeitabständen über eine Internetverbindung abgefragt. Dadurch hat die Informationsübermittlung für den Anwender Züge eines Push-Mediums, obwohl es technisch als Pull-Medium realisiert ist. Teilweise sind solche Programme bereits im Webbrowser oder in einem E-Mail-Programm integriert, teilweise werden aber auch externe Programme zum Lesen und Verwalten von Feeds verwendet.

## Liste von Feedreadern (Auswahl)
| Name                | Lizenz     | Art                | Betriebssysteme                   |
| ------------------- | ---------- | ------------------ | --------------------------------- |
| Tiny Tiny RSS       | frei       | Webanwendung (PHP) | -                                 |
| selfoss             | frei       | Webanwendung (PHP) |                                   |
| Miniflux            | frei       | Webanwendung (Go)  |                                   |
| FreshRSS            | frei       | Webanwendung (PHP) |                                   |
| RSSOwl              | frei       | Desktop-Anwendung  | Windows, macOS, Linux             |
| Mozilla Thunderbird | frei       | Desktop-Anwendung  | Windows, macOS, Linux und weitere |
| Claws Mail          | frei       | Desktop-Anwendung  | Windows, macOS, Linux             |
| Liferea             | frei       | Desktop-Anwendung  | Linux                             |
| NetNewsWire         | frei       | Desktop-Anwendung  | macOS                             |
| Vienna              | frei       | Desktop-Anwendung  | macOS                             |
| Reeder              | proprietär | Desktop-Anwendung  | macOS, iOS                        |
| newsbeuter          | frei       | Desktop-Anwendung  | Linux, macOS, POSIX               |
| Nunti               | GPLv3      | Mobil-Anwendung    | Android                           |

## Liste von Podcatchern (Auswahl)
| Name           | Lizenz               | Betriebssysteme            |
| -------------- | -------------------- | -------------------------- |
| GNOME Podcasts | GPLv3                | Linux                      |
| gPodder        | GPLv3                | Linux, BSD, MacOS, Windows |
| iTunes         | Proprietäre Software | MacOS                      |
| AntennaPod     | MIT-Lizenz           | Android                    |
| Overcast       | Proprietäre Software | iOS                        |